# Krajina z begom v Egipt (Annibale Carracci)
Pokrajina z begom v Egipt je slika italijanskega baročnega slikarja Annibala Carraccija. Datira iz c. 1604, ostaja v rimski palači, za katero je bila naslikana, kot del zbirke Gallerie Doria Pamphilj.

## Zgodovina
Sliko, ki prikazuje svetopisemski novozavezni dogodek Bega v Egipt, je leta 1603 naročil kardinal Pietro Aldobrandini za družinsko kapelo v svoji palači v Rimu, pozneje znani kot palača Doria Pamphilj. Naročilo vključuje šest slik v šestih lunetah, ki so jih izvedli Carracci in njegovi učenci (vključno s Francescom Albanijem, Domenichinom in Giovannijem Lanfranco).
Domneva se, da je Annibale to delovišče prepustil delavnici, potem ko je ustvaril prvi dve luneti, zaradi nastopa bolezni (leta 1605), ki ga je pestila zadnja leta njegovega življenja. Nadaljevanje tega dekorativnega podjetja je bilo predvsem po zaslugi Francesca Albanija, ki je zamenjal mojstra v lastništvu reda (in dobil zadnje plačilo od Aldobrandinijevih, ko je bil Annibale Carracci že nekaj let mrtev).
Slike so bile pozneje odstranjene in kapela uničena: Pokrajina z begom v Egipt (s preostalimi petimi lunetami cikla) je leta 1647 prišla v Pamphilijevo zbirke kot del dote Olimpije Aldobrandini, žene Camilla Pamphilija.

## Opis
Delo se pogosto obravnava kot ključno delo v baročnem krajinskem slikarstvu in je »najslavnejši primer novega krajinskega sloga«, ki ga je Carracci razvil v Rimu »skrbno zgrajenih krajinskih panoram«, kot pravi Rudolf Wittkower. Za Johna Ruperta Martina je to »arhetipska klasična pokrajina, ki jo bodo pozneje z različicami posnemali Domenichino, Poussin in Claude ... majhen obseg figur v razmerju do prostranega naravnega okolja takoj vzpostavi novo prednostno nalogo, v kateri krajina zavzame prvo mesto in drugo zgodovina«; čeprav je to »novo«, to je za italijansko slikarstvo, saj so bila takšna dela običajna v severnem slikarstvu, odkar je Joachim Patinir začel uporabljati isto obračanje merila skoraj stoletje pred tem. Potovanje Svete družine odmevajo drugi gibljivi elementi, vključno z ovcami, pticami, kravami in kamelami na grebenu na levi.
Wittkower v njem vidi »junaško in aristokratsko pojmovanje Narave, ukročene in oplemenitene s prisotnostjo človeka«, saj takšna dela vedno vsebujejo veliko lastnost, ki jo je ustvaril človek, tu je grad »strogo sestavljen iz horizontal in vertikal«, pod katerim se giblje stranka. Postavljene so na stičišče dveh diagonal, ki ju predstavljata ovca in reka, »tako so figure in zgradbe tesno zlite s skrbno urejenim vzorcem pokrajine«.
Kenneth Clark omenja delo kot primer »idealne krajine«, ki si prizadeva za promocijo v hierarhiji žanrov s posnemanjem (ob odsotnosti veliko dokazov o tem, kakšno je bilo klasično krajinsko slikarstvo) v bistvu literarne vizije, ki v veliki meri izhaja iz pastorale. Vergilijeve pesmi: »značilnosti, iz katerih je sestavljena, morajo biti izbrane iz narave, kot je pesniška dikcija izbrana iz običajnega govora, zaradi njihove elegance, starodavnih asociacij in sposobnosti harmonične kombinacije. Ut pictura poesis.« Clarkova pohvala delu je opazno šibka, saj mu manjka duha, ki ga najde pri Giorgioneju in Claudu v isti tradiciji: »V najboljšem primeru, tako kot v lunetah v galeriji Doria, so pokrajine Annibale Carraccija občudovanja vreden del ustvarjanja slik, v katerem so prijetno stilizirani deli zgrajeni v harmonično celoto. Priznavamo znanost, ki je vložena v gradnjo gradu v središču Bega v Egipt...Toda na koncu so te eklektične pokrajine zanimive le za zgodovinarje.«

## Druge Aldobrandinijeve lunete
Preostala štiri platna, ki so krasila kapelo Palazzo Aldobrandini:
- Francesco Albani, Pokrajina z Marijinim vnebovzetjem, 1604-1610, Rim, Galleria Doria Pamphilij
- Francesco Albani e Sisto Badalocchio, Pokrajina z vizitacijo, 1604-1610, Rim, Galleria Doria Pamphilij
- Sisto Badalocchio pod vodstvom Francesca Albanija, Čaščenje pastirjev, 1604-1610, Rim, Galleria Doria Pamphilij
- Francesco Albani e Giovanni Lanfranco s pomočjo Sisto Badalocchiom, Pokrajina s čaščenjem Treh kraljev, 1604-1610, Rim, Galleria Doria Pamphilij